# تغییر رفتار و رفتاردرمانی: نظریه‌ها و روش‌ها
تغییر رفتار و رفتاردرمانی: نظریه‌ها و روش‌ها کتابی از علی اکبر سیف است که در سال ۱۳۷۷ منتشر و در مراسم کتاب سال جمهوری اسلامی ایران به‌عنوان کتاب برگزیده معرفی شد.